# Metro w Mumbaju
Metro w Mumbaju (marathi: मुंबई मेट्रो) – system metra powstający w Mumbaju, największym mieście w Indiach. System jest zaprojektowany w celu zmniejszenia korków w szybko rozwijającym się mieście i będzie budowane w trzech etapach do roku 2021.
W czerwcu 2006 roku premier Indii dr Manmohan Singh zainaugurował pierwszą fazę projektu metra w Mumbaju, który docelowo będzie składać się systemu kolejowego obejmującego 63 km składającego się z trzech linii o dużej pojemności. Prace budowlane rozpoczęły się w lutym 2008 roku, a pierwszy etap miał być ukończony w 2012 roku, w wyniku opóźnień pierwsza linia ma ruszyć w marcu 2013.
- Linia 1 metra w Mumbaju